# Kapušiansky hradný vrch
Kapušiansky hradný vrch je přírodní rezervace v oblasti Prešov.
Nachází se v katastrálním území obcí Kapušany a Fulianka v okrese Prešov v Prešovském kraji. Území bylo vyhlášeno v roce 1980 na rozloze 18,1 ha. Ochranné pásmo nebylo stanoveno.